# 克鲁瓦桑斯
克鲁瓦桑斯（法語：Croisances，法語發音：[kʁwazɑ̃s]）是法国上卢瓦尔省的一个市镇，属于布里尤德区。2016年1月1日，克鲁瓦桑斯与市镇托拉斯合并为新的托拉斯。

## 地理
克鲁瓦桑斯（44°53'56"N, 3°36'49"E）面积7.37 平方千米，位于法国奥弗涅-罗讷-阿尔卑斯大区上盧瓦爾省，该省份为法国中南部省份，北起多姆山省和卢瓦尔省，西接康塔爾省，南至洛泽尔省，东临阿尔代什省。
与克鲁瓦桑斯接壤的市镇（或旧市镇、城区）包括：尚邦堡、圣桑福里安、阿莱拉斯、阿列河畔圣普雷热、圣韦内朗、托拉斯、瓦泽莱普雷索盖。
克鲁瓦桑斯的时区为UTC+01:00、UTC+02:00（夏令时）。

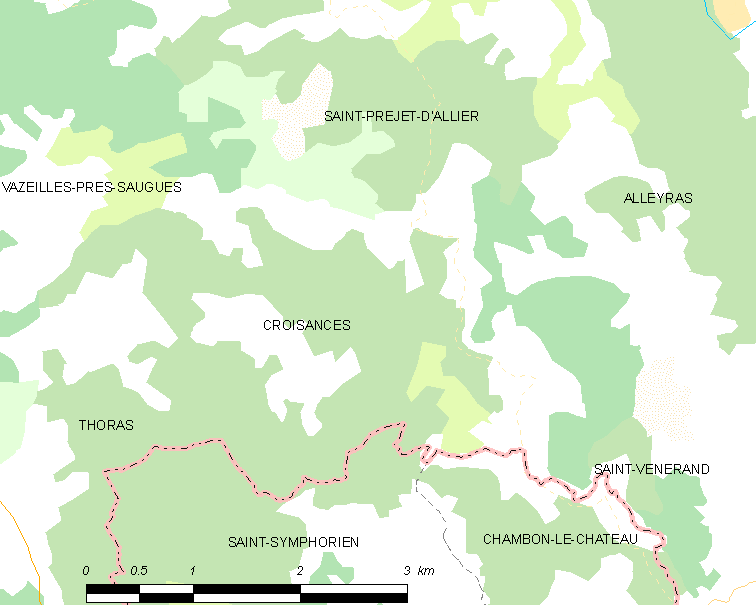
克鲁瓦桑斯的OSM定位图

## 行政
克鲁瓦桑斯的邮政编码为43580，INSEE市镇编码为43081。

## 政治
克鲁瓦桑斯所属的省级选区为阿列峡-热沃当县。

## 人口

1962-2008年间克鲁瓦桑斯人口变化图示

克鲁瓦桑斯于2017年1月1日时的人口数量为30人。